# Petr Bucháček
Petr Bucháček (ur. 9 czerwca 1948 we wsi Řetová) – czechosłowacki kolarz szosowy, brązowy medalista mistrzostw świata.

## Kariera
Największy sukces w karierze Petr Bucháček osiągnął w 1975 roku, kiedy wspólnie z Petrem Matouškiem, Vlastimilem Moravcem oraz Vladimírem Vondráčkiem zdobył brązowy medal w drużynowej jeździe na czas na mistrzostwach świata w Yvoir. Był to jednak jedyny medal wywalczony przez niego na międzynarodowej imprezie tej rangi. W 1976 roku wystartował na igrzyskach olimpijskich w Montrealu, gdzie drużynowo był piąty, a w wyścigu ze startu wspólnego zajął 41. miejsce. Ponadto w 1975 roku zajął drugie miejsce w Ytong Bohemia Tour, a rok później wydał jeden etap Vuelta a Colombia, ale całego wyścigu nie ukończył.